# Рошешуар (Верхня В'єнна)
Рошешуа́р (фр. Rochechouart) — місто, муніципалітет у Франції, у регіоні Нова Аквітанія, департамент Верхня В'єнна. Населення — 3681 особа (01.01.2021).
Муніципалітет розташований на відстані близько 360 км на південь від Парижа, 34 км на захід від Ліможа.

## Демографія
Динаміка населення (Cassini і INSEE ):
Розподіл населення за віком та статтю (2006):
| Стать | Всього | До 15 років | 15-24 | 25-44 | 45-64 | 65-85 | Понад 85 |
| --- | ------ | ----------- | ----- | ----- | ----- | ----- | -------- |
| Чоловіки | 1836   | 284         | 116   | 436   | 572   | 384   | 44       |
| Жінки | 1980   | 256         | 168   | 428   | 548   | 480   | 100      |
| \| Статево-вікова піраміда \| Статево-вікова піраміда \| Статево-вікова піраміда \| \| ----------------------- \| ----------------------- \| ----------------------- \| \| Чоловіки \| Вік \| Жінки \| \| 44 \| 85 + \| 100 \| \| 88 \| 80-84 \| 108 \| \| 92 \| 75-79 \| 140 \| \| 120 \| 70-74 \| 128 \| \| 84 \| 65-69 \| 104 \| \| 104 \| 60-64 \| 92 \| \| 176 \| 55-59 \| 196 \| \| 164 \| 50-54 \| 144 \| \| 128 \| 45-49 \| 116 \| \| 132 \| 40-44 \| 108 \| \| 100 \| 35-39 \| 124 \| \| 104 \| 30-34 \| 100 \| \| 100 \| 25-29 \| 96 \| \| 48 \| 20-24 \| 76 \| \| 68 \| 15-20 \| 92 \| \| 124 \| 10-14 \| 88 \| \| 84 \| 5-9 \| 108 \| \| 76 \| 0-4 \| 60 \| |        |             |       |       |       |       |          |
| Статево-вікова піраміда |        |             |       |       |       |       |          |
| Чоловіки | Вік    | Жінки       |       |       |       |       |          |
| 44 | 85 +   | 100         |       |       |       |       |          |
| 88 | 80-84  | 108         |       |       |       |       |          |
| 92 | 75-79  | 140         |       |       |       |       |          |
| 120 | 70-74  | 128         |       |       |       |       |          |
| 84 | 65-69  | 104         |       |       |       |       |          |
| 104 | 60-64  | 92          |       |       |       |       |          |
| 176 | 55-59  | 196         |       |       |       |       |          |
| 164 | 50-54  | 144         |       |       |       |       |          |
| 128 | 45-49  | 116         |       |       |       |       |          |
| 132 | 40-44  | 108         |       |       |       |       |          |
| 100 | 35-39  | 124         |       |       |       |       |          |
| 104 | 30-34  | 100         |       |       |       |       |          |
| 100 | 25-29  | 96          |       |       |       |       |          |
| 48 | 20-24  | 76          |       |       |       |       |          |
| 68 | 15-20  | 92          |       |       |       |       |          |
| 124 | 10-14  | 88          |       |       |       |       |          |
| 84 | 5-9    | 108         |       |       |       |       |          |
| 76 | 0-4    | 60          |       |       |       |       |          |

## Економіка
2010 року серед 2151 особи працездатного віку (15—64 років) 1531 була активною, 620 — неактивними (показник активності 71,2%, у 1999 році було 69,6%). З 1531 активної мешканців працювали 1383 особи (743 чоловіки та 640 жінок), безробітними було 148 (65 чоловіків та 83 жінки). Серед 620 неактивних 115 осіб було учнями чи студентами, 360 — пенсіонерами, 145 були неактивними з інших причин.

У 2010 році в муніципалітеті числилось 1750 оподаткованих домогосподарств, у яких проживали 3730,0 особи, медіана доходів виносила 17 724,5 євро на одного особоспоживача

## Галерея зображень

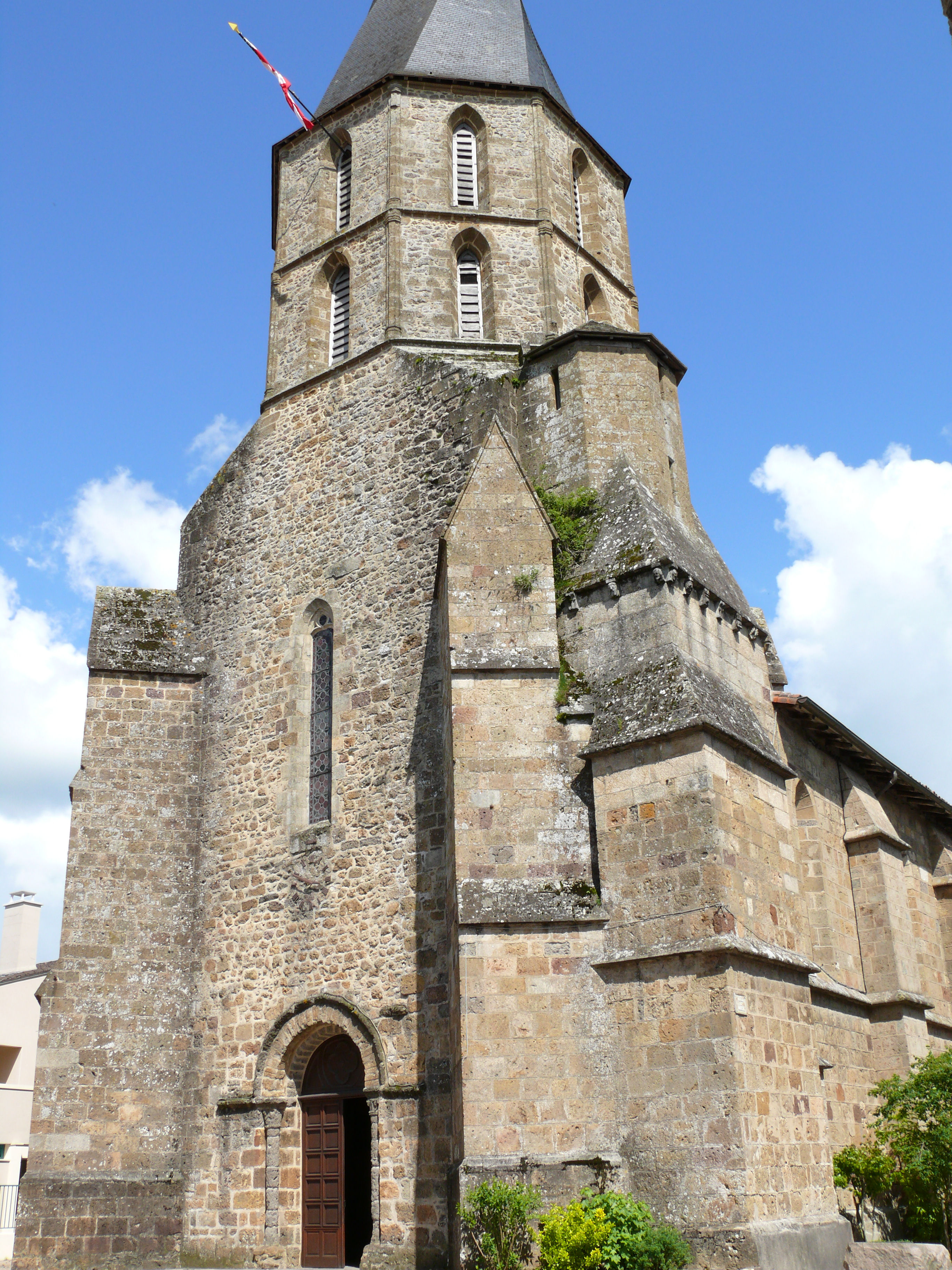
Дзвіниця
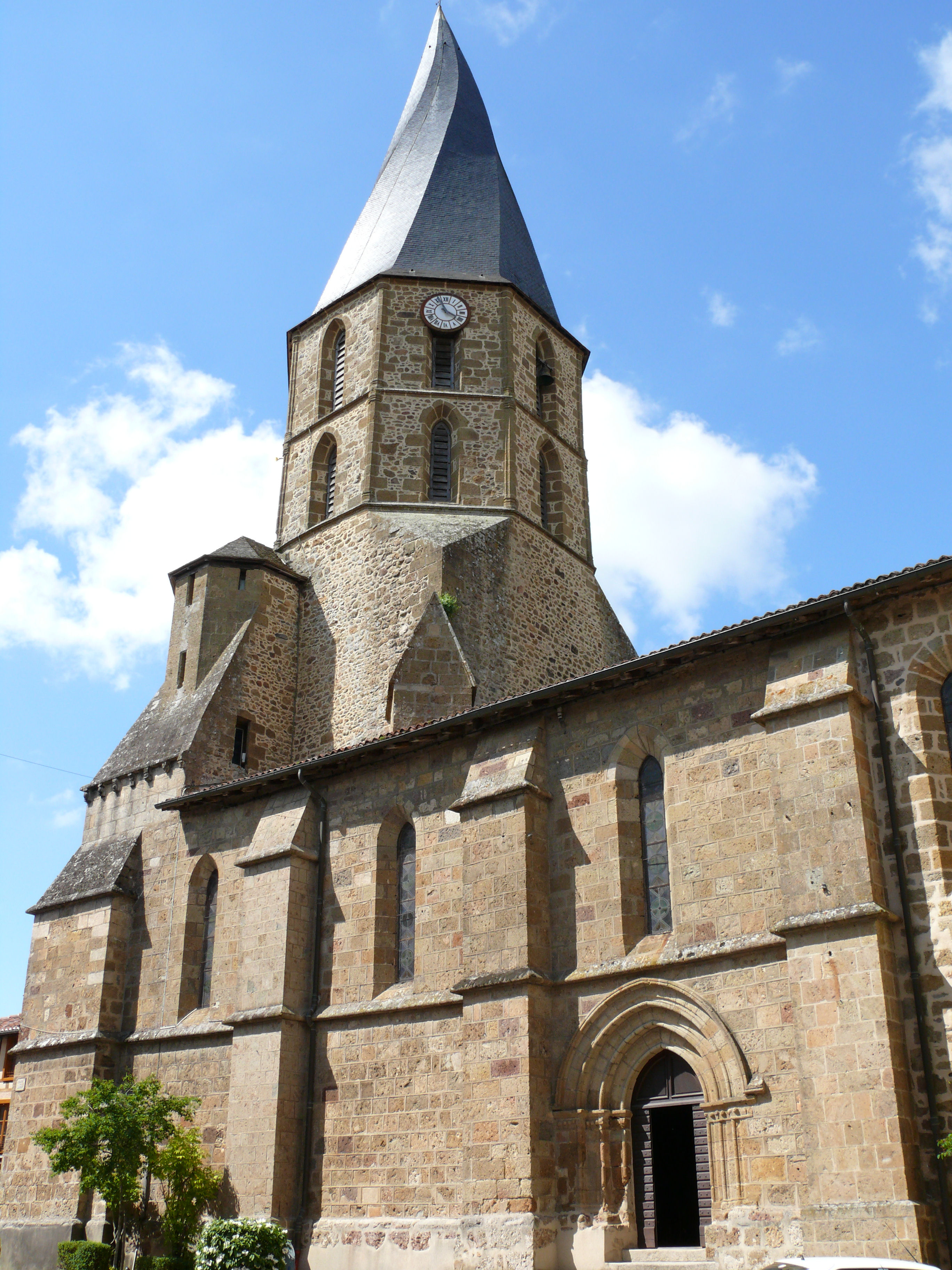
Південний фасад
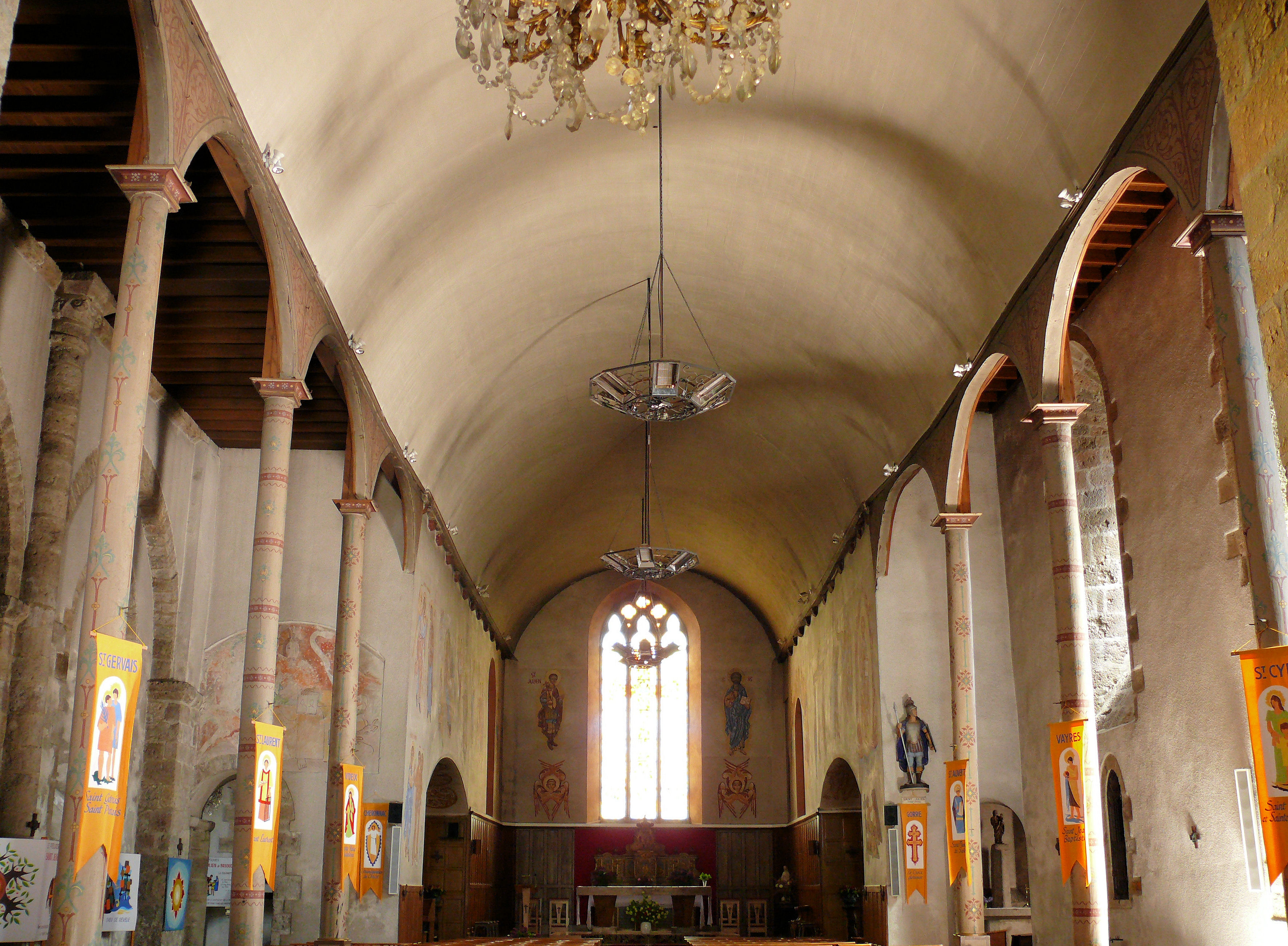
Неф з аркою і колонами з дев'ятнадцятого століття
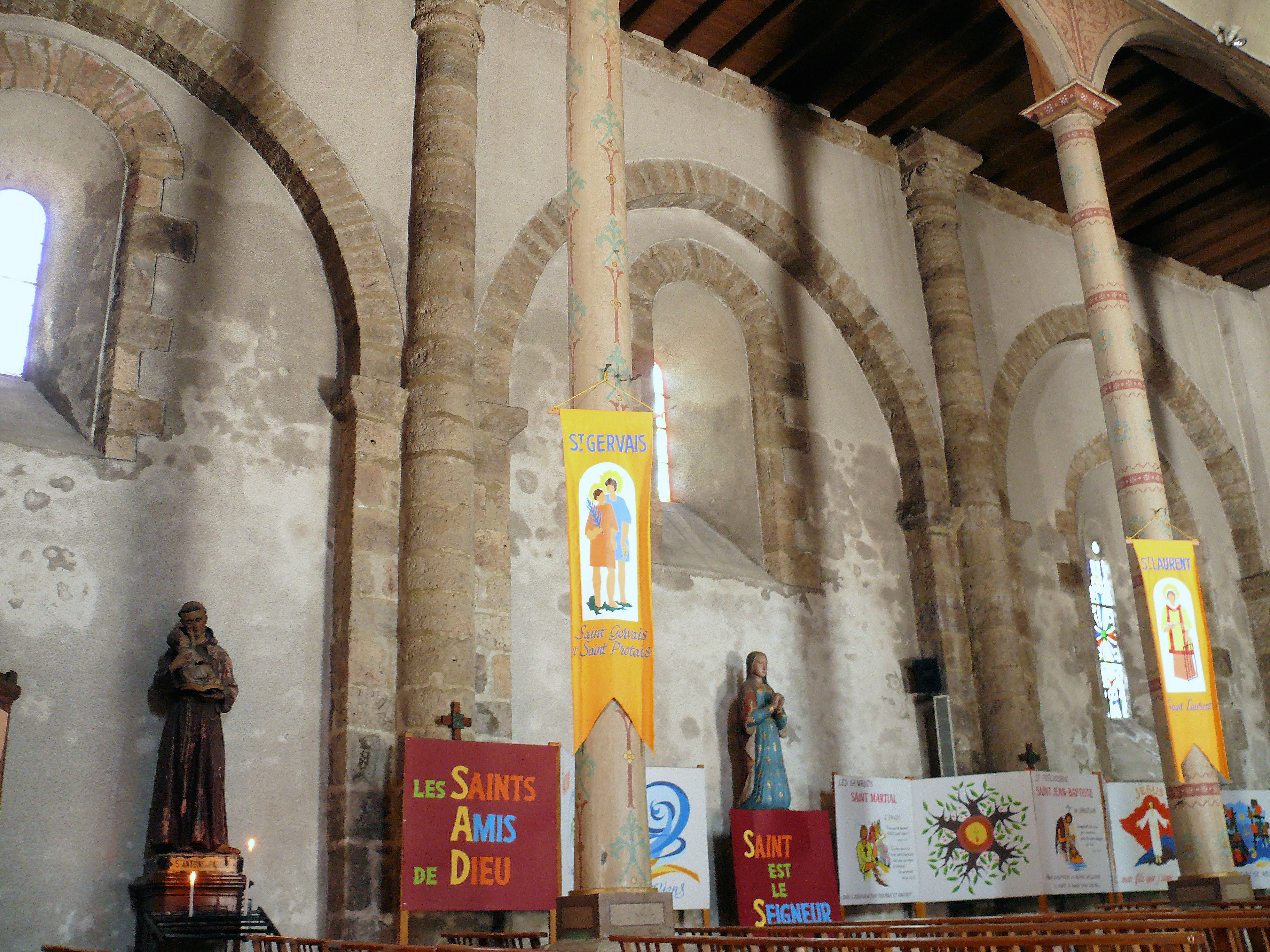
Північна стіна одинадцятого століття

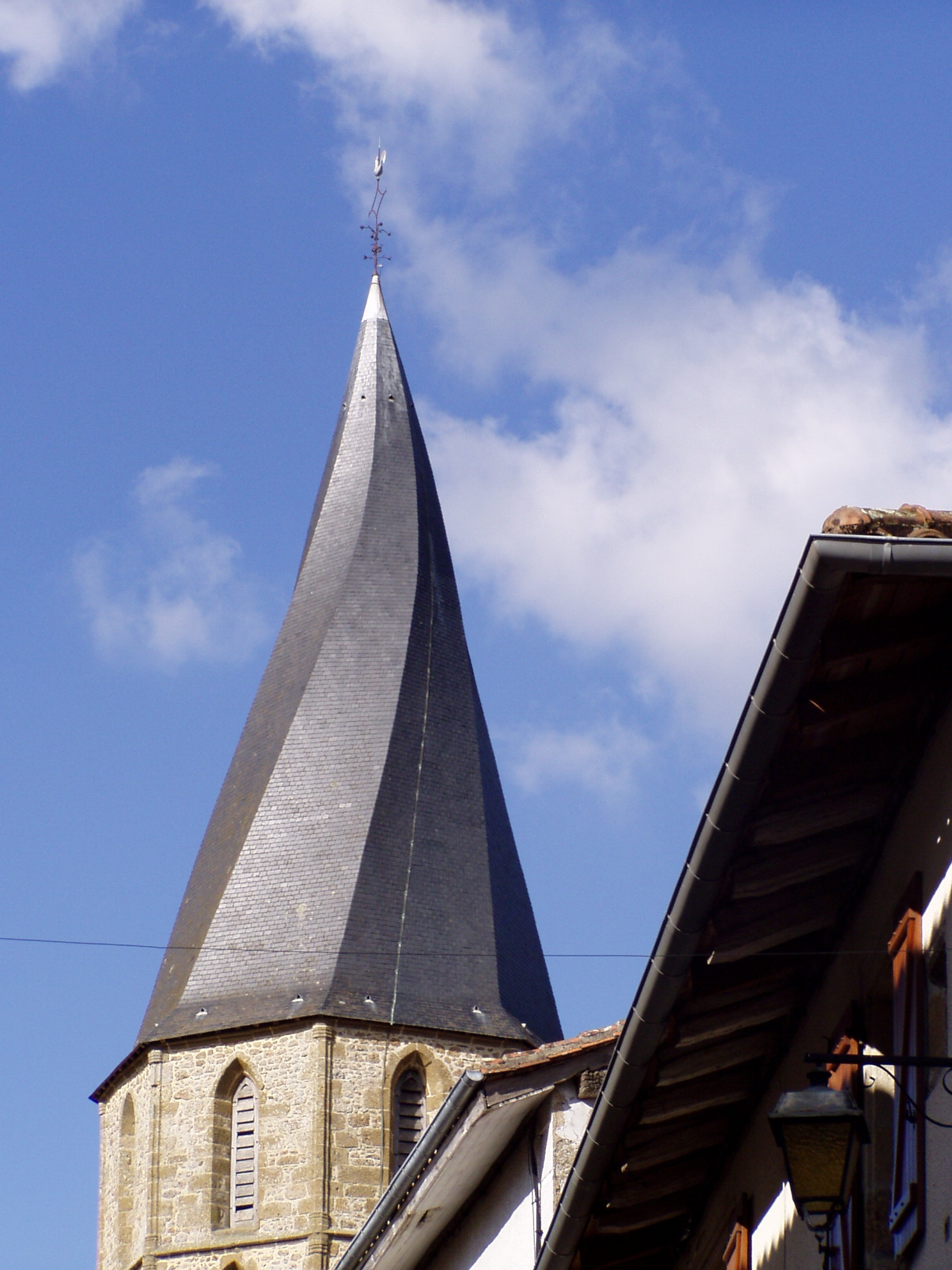
шпиль церкви Св. Спасителя.
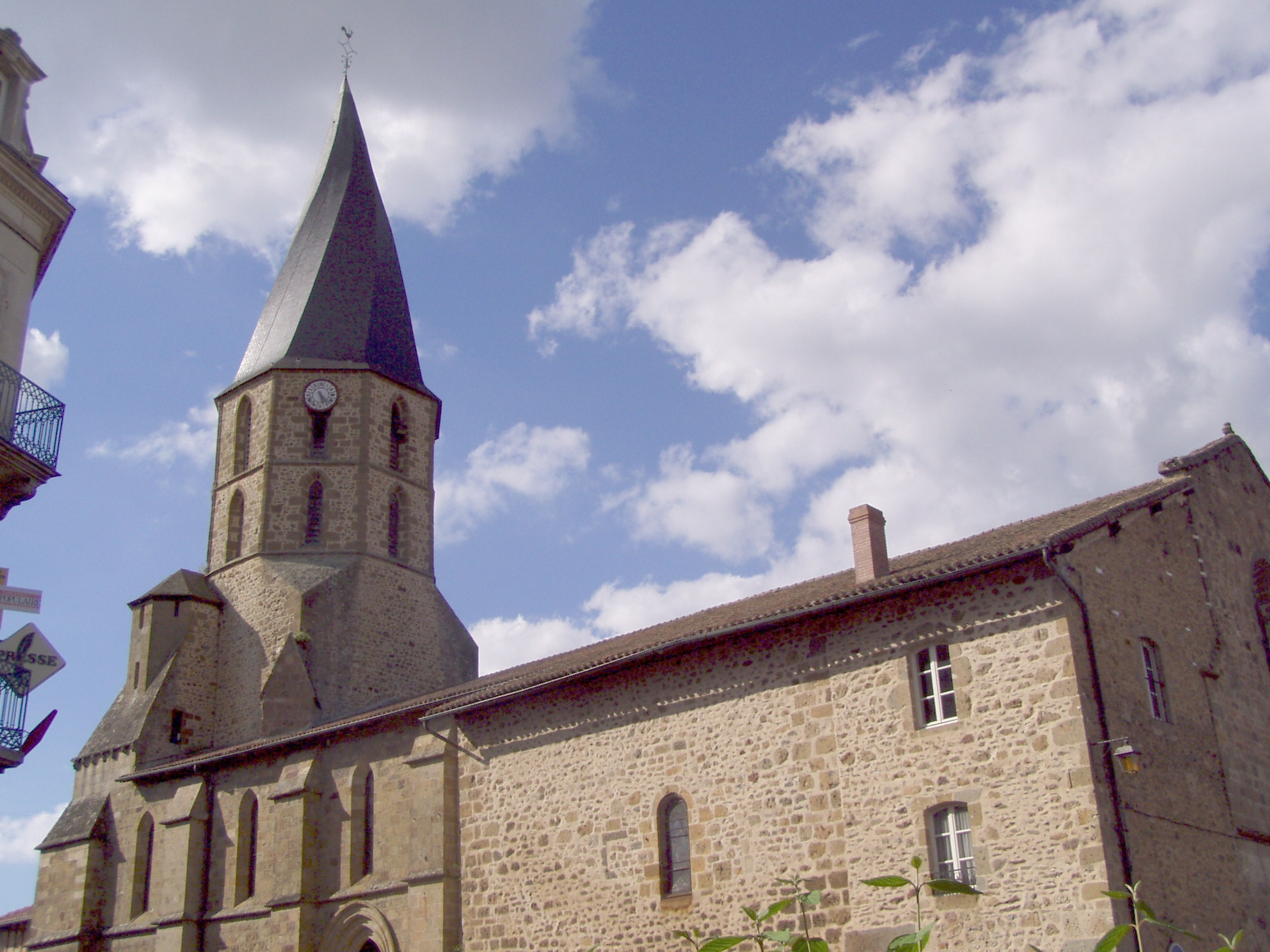
Церква Сен-Совер.
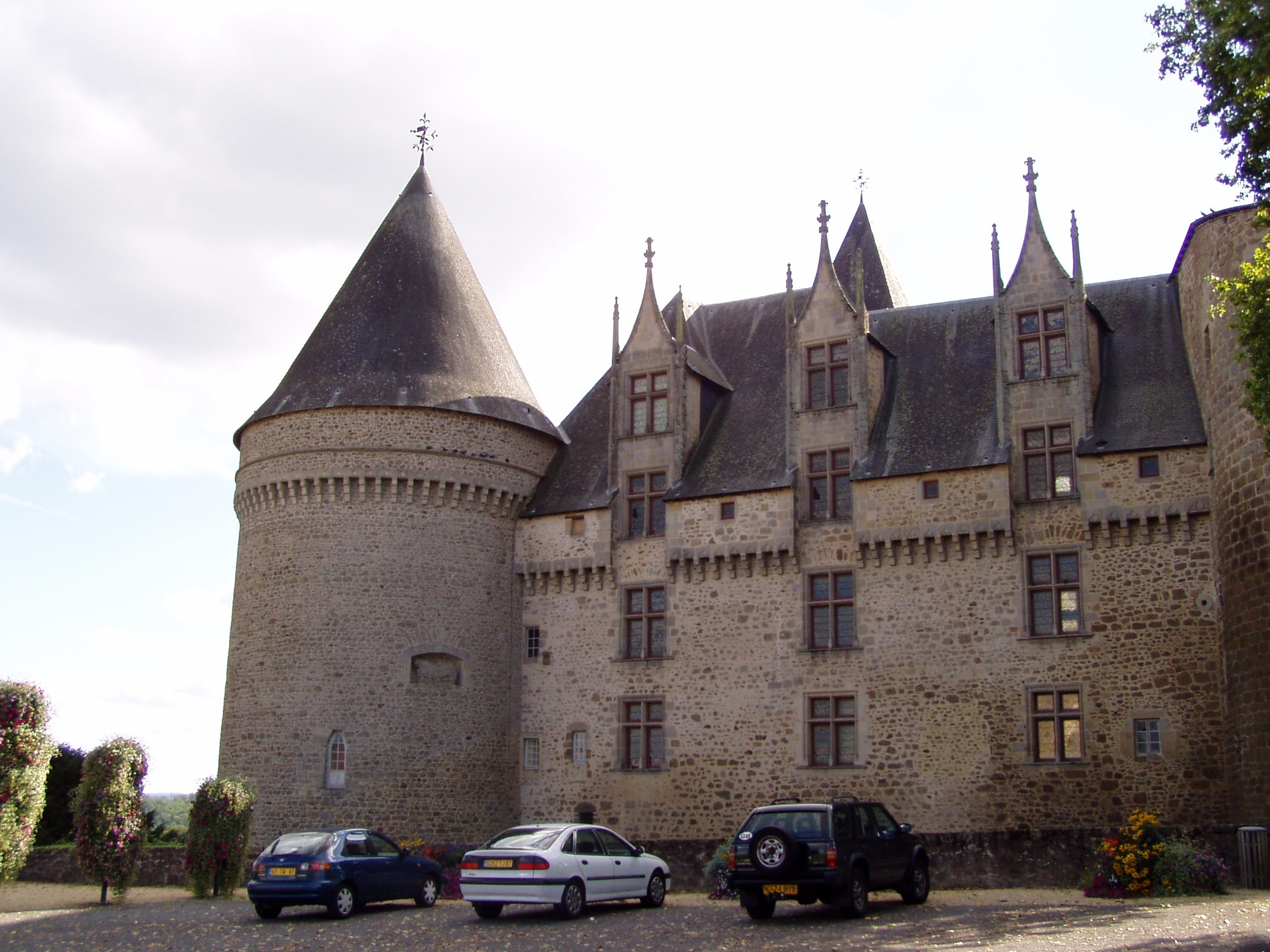
Замок

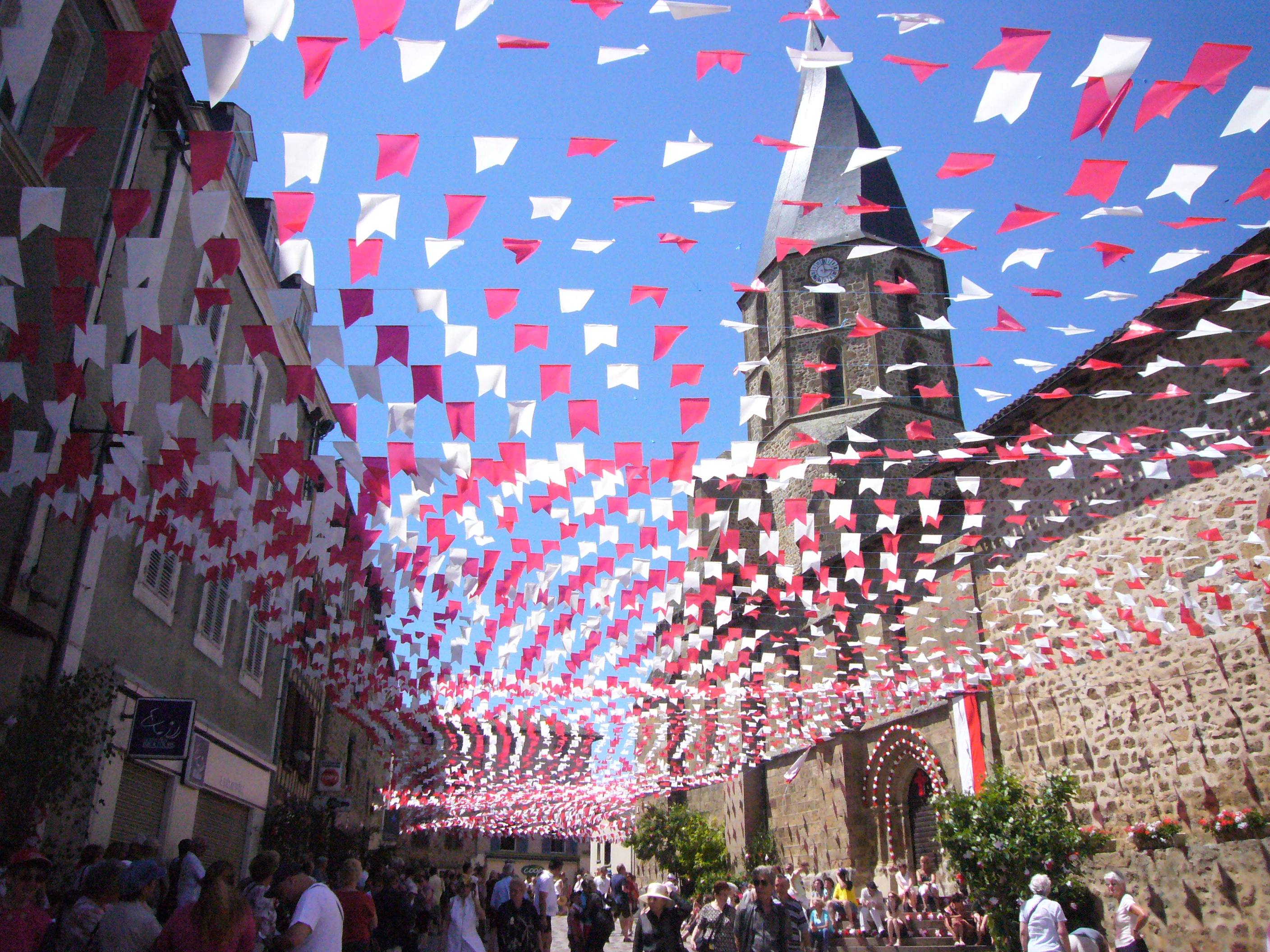
Ostensions у 2009. Ostensions є популярною релігійною традицією, глибоко вкоріненою в історії Лімузен, вони мають місце в Ліможі і у 18 комунах Верхньоъ В'єнни, Крез, Шарант та В'єнна.